# Villa Guntram Hämmerle

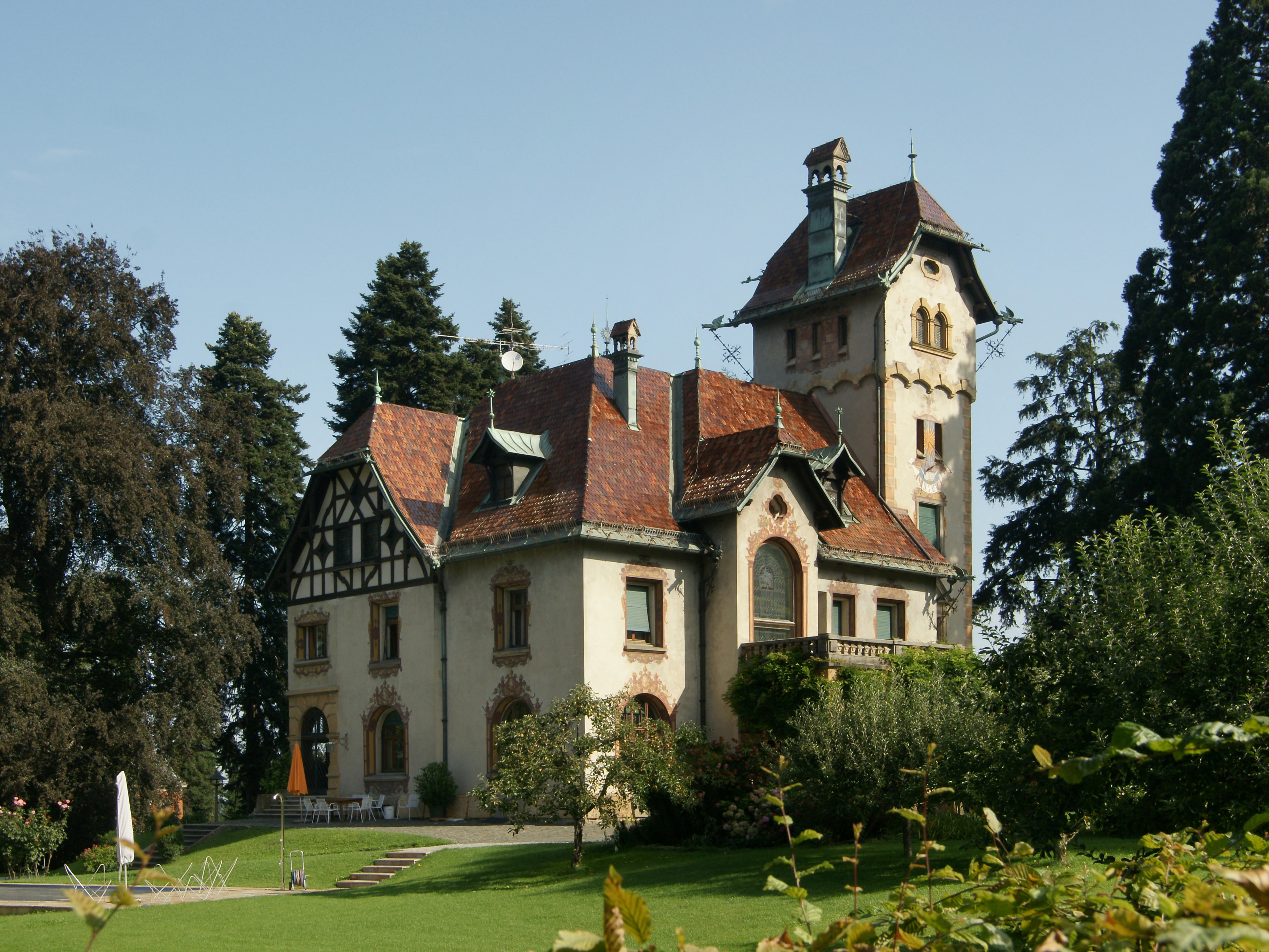
Villa Guntram Hämmerle (2009)

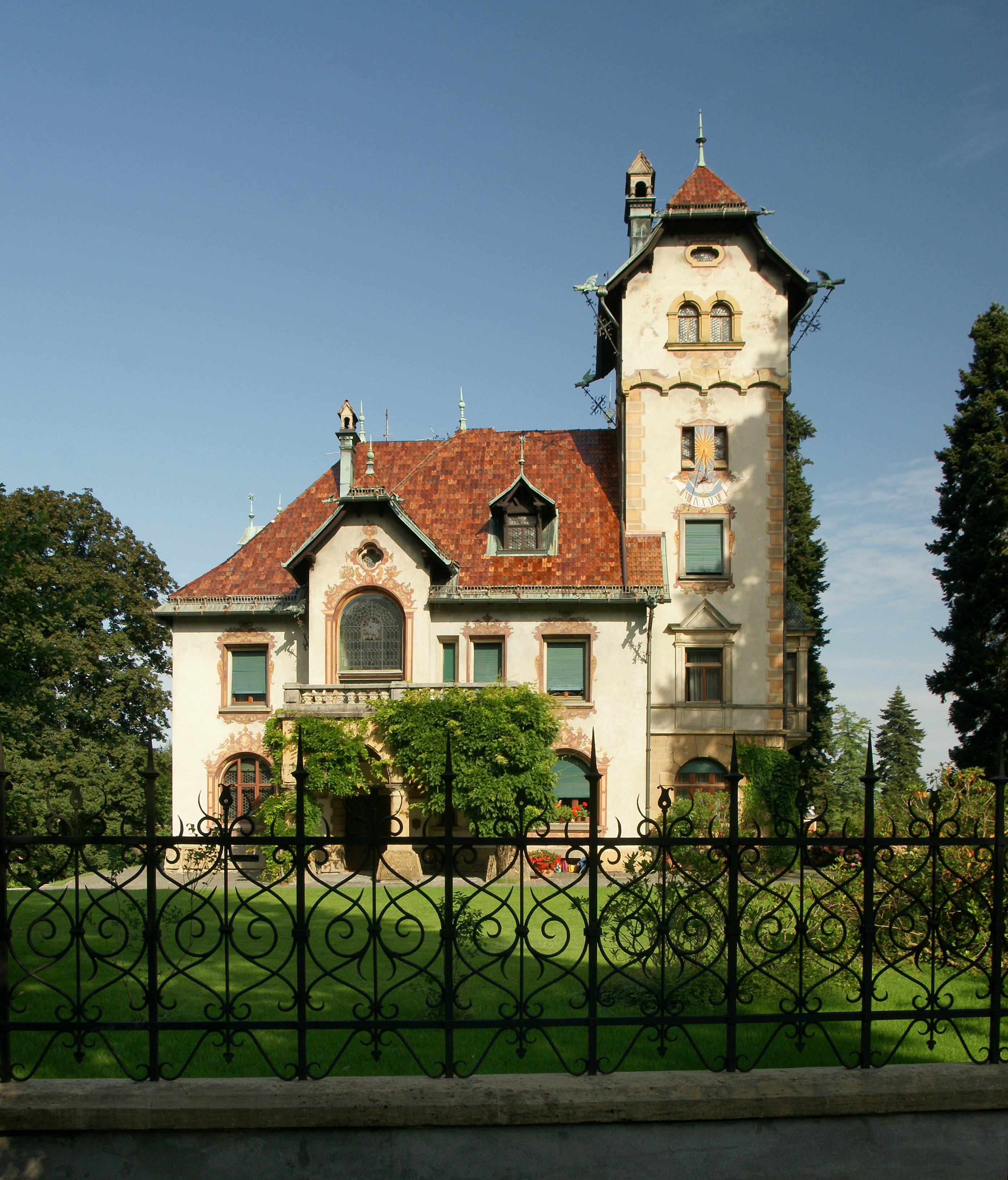
Ansicht der Villa von der Wingatstraße (östlich)

Die Villa Guntram Hämmerle ist eine unter Denkmalschutz stehende Fabrikantenvilla in der österreichischen Stadt Dornbirn. Die 1892 fertiggestellte Villa des Architekten Julius Rhomberg wurde vom Dornbirner Fabriksbesitzer Guntram Hämmerle in Auftrag gegeben und vom bekannten Baumeister Josef Anton Albrich ausgeführt. Am oberen, östlichen Ende der Dr.-Waibel-Straße im Stadtbezirk Markt gelegen befindet sich das Anwesen mit Parkanlage inmitten eines großzügigen Villenviertels, dessen Gebäude alle Ende des 19. Jahrhunderts entstanden sind.

## Geschichte
Der Bauherr des schlossartigen Anwesens an der Dr.-Waibel-Straße, Guntram Hämmerle (1862–1923), war der jüngste Sohn des Firmengründers der F.M. Hämmerle-Textilwerke, Franz Martin Hämmerle. Gemeinsam mit seinen drei Brüdern Otto, Viktor und Theodor leitete Guntram Hämmerle seit dem Tod seines Vaters das Dornbirner Großunternehmen. Nachdem Guntram Hämmerle im Jahr 1888 die Fabrikantentochter Natalie Winder geheiratet hatte, beauftragte er 1890 den Architekten Julius Rhomberg sowie Baumeister Josef Anton Albrich mit der Errichtung einer standesgemäßen Villa auf einem Grundstück seines Schwiegervaters an der Bezirksgrenze zwischen den Stadtteilen Markt und Oberdorf. Der Bauplatz befand sich dort direkt oberhalb des von seinem Bruder Otto 1873 erbauten Wingathofs.
Das Duo Rhomberg/Albrich erbaute zwischen 1870 und 1910 fast alle repräsentativen Fabrikantenvillen in Dornbirn, weshalb sie auch für diesen Bau ausgewählt wurden. Der zunächst an die anderen bereits existierenden Anwesen angelehnte Entwurf wurde letztlich in Absprache mit dem Bauherrn in ein romantisches, burgartiges Gebäude mit Palas und einer Art Bergfried umgestaltet. Besonders mit dem wuchtigen Turm des Gebäudes nahmen Architekt und Bauherr Bezug auf das feudale Mittelalter.